# Hoplangia durotrix
Hoplangia durotrix Gosse, 1860  è una madrepora della famiglia Caryophylliidae. È l'unica specie del genere Hoplangia.

## Biologia
È una specie azooxantellata, cioè priva di zooxantelle simbionti.

## Distribuzione e habitat
Hoplangia durotrix è diffusa nel mar Mediterraneo.